# Kratka proza
Kratka proza je kratka pripovedna vrsta oz. lahko bi jo poimenovali tudi nadvrsta (vendar ne v smislu literarne zvrsti, temveč vmesne stopnje), saj vanjo spadajo literarne vrste: novela, kratka zgodba, črtica, basen, prilika, legenda, pravljica, pripovedka, povest in anekdota.